# Telekamery 2008
Telekamery 2008 – jedenaste wręczenie nagrody Telekamery Tele Tygodnia za rok 2007 dla postaci telewizyjnych. Gościem zagranicznym była Melanie Griffith, ale z powodu śmierci teścia nie zjawiła się na gali, a zastąpiła ją menadżerka Rosemary Hygate. Nagrody przyznano w 10 kategoriach. Spośród zwycięzców widzowie wybrali najlepszego zdobywcę Super Telekamery; zwyciężył Paweł Małaszyński (zwycięzca w kategorii Aktor). Gala odbyła się 4 lutego 2008.

## Zwycięzcy

### Informacje
Wręczała: Krystyna Czubówna
| Lp. | Imię i nazwisko      | Program    | Telewizja | Liczba głosów |
| --- | -------------------- | ---------- | --------- | ------------- |
| 1   | Justyna Pochanke     | Fakty      | TVN       | 162 542       |
| 2   | Jarosław Gugała      | Wydarzenia | Polsat    | 79 733        |
| 3   | Małgorzata Wyszyńska | Wiadomości | TVP1      | 68 422        |
| 4   | Anita Werner         | Fakty      | TVN       | 43 919        |
| 5   | Iwona Kutyna         | Panorama   | TVP2      | 14 743        |

Ogółem w tej kategorii oddano 371 656 głosów.

### Publicystyka
Wręczała: Ewa Drzyzga
| Lp. | Imię i nazwisko                     | Program                     | Telewizja | Liczba głosów |
| --- | ----------------------------------- | --------------------------- | --------- | ------------- |
| 1   | Tomasz Sekielski Andrzej Morozowski | Teraz my!                   | TVN       | 142 478       |
| 2   | Tomasz Lis                          | Co z tą Polską?             | Polsat    | 93 400        |
| 3   | Michał Olszański                    | Magazyn Ekspresu Reporterów | TVP2      | 69 027        |
| 4   | Bogdan Rymanowski                   | Kawa na ławę                | TVN       | 50 914        |
| 5   | Jakub Strzyczkowski                 | Autografy                   | TVP1      | 19 257        |

Ogółem w tej kategorii oddano 377 285 głosów.

### Komentator sportowy
Wręczał: Bohdan Tomaszewski
| Lp. | Imię i nazwisko                   | Dyscyplina                                    | Telewizja               | Liczba głosów |
| --- | --------------------------------- | --------------------------------------------- | ----------------------- | ------------- |
| 1   | Włodzimierz Szaranowicz           | skoki narciarskie, lekkoatletyka              | TVP1, TVP2, TVP Sport   | 177 242       |
| 2   | Przemysław Babiarz                | pływanie, lekkoatletyka, łyżwiarstwo figurowe | TVP1, TVP2, TVP Sport   | 120 219       |
| 3   | Mateusz Borek                     | piłka nożna                                   | Polsat Sport, Eurosport | 46 681        |
| 4   | Andrzej Borowczyk i Mikołaj Sokół | Formuła 1                                     | Polsat i TV4            | 13 910        |
| 4   | Piotr Salak i Paweł Wilkowicz     | piłka nożna                                   | TVN, nSport             | 10 619        |

Ogółem w tej kategorii oddano 371 157 głosów.

### Rozrywka
Wręczał: Jerzy Kryszak
| Lp. | Imię i nazwisko                      | Program                         | Telewizja | Liczba głosów |
| --- | ------------------------------------ | ------------------------------- | --------- | ------------- |
| 1   | Robert Janowski                      | Jaka to melodia?                | TVP1      | 156 869       |
| 2   | Szymon Majewski                      | Szymon Majewski Show            | TVN       | 140 531       |
| 3   | Katarzyna Cichopek i Krzysztof Ibisz | Jak oni śpiewają                | Polsat    | 70 781        |
| 4   | Kinga Rusin                          | You Can Dance – Po prostu tańcz | TVN       | 60 790        |
| 5   | Tatiana Okupnik i Maciej Kurzajewski | Gwiazdy tańczą na lodzie        | TVP2      | 20 663        |

Ogółem w tej kategorii oddano 451 706 głosów.

### Serial obyczajowy
Wręczała: Małgorzata Foremniak
| Lp. | Nazwa           | Telewizja | Liczba głosów |
| --- | --------------- | --------- | ------------- |
| 1   | Na Wspólnej     | TVN       | 114 634       |
| 2   | Pierwsza miłość | Polsat    | 101 615       |
| 3   | Barwy szczęścia | TVP2      | 98 215        |
| 4   | Plebania        | TVP1      | 62 172        |
| 5   | Klan            | TVP1      | 34 593        |

Ogółem w tej kategorii oddano 413 013 głosów.

### Serial kryminalny i sensacyjny
Wręczał: Michał Fajbusiewicz
| Lp. | Nazwa                      | Telewizja | Liczba głosów |
| --- | -------------------------- | --------- | ------------- |
| 1   | Kryminalni                 | TVN       | 153 521       |
| 2   | Twarzą w twarz             | TVN       | 80 032        |
| 3   | Fala zbrodni               | Polsat    | 68 036        |
| 4   | Tajemnica twierdzy szyfrów | TVP1      | 52 215        |
| 5   | Pitbull                    | TVP2      | 21 341        |

Ogółem w tej kategorii oddano 378 362 głosów.

### Serial komediowy
Wręczał: Krzysztof Kowalewski
| Lp. | Nazwa                  | Telewizja | Liczba głosów |
| --- | ---------------------- | --------- | ------------- |
| 1   | Niania                 | TVN       | 152 892       |
| 2   | Ranczo                 | TVP1      | 115 450       |
| 3   | Świat według Kiepskich | Polsat    | 76 801        |
| 4   | I kto tu rządzi?       | Polsat    | 27 815        |
| 5   | Faceci do wzięcia      | TVP1      | 14 098        |

Ogółem w tej kategorii oddano 389 355 głosów. Przed rokiem serial zajął II miejsce na Telekamerach 2007

### Muzyka
Wręczali: Ewa Bem i Dariusz Maciborek
| Lp. | Imię i nazwisko     | Dyskografia 2007 | Liczba głosów |
| --- | ------------------- | ---------------- | ------------- |
| 1   | Feel                | Feel             | 162 978       |
| 2   | Doda                | Diamond Bitch    | 70 238        |
| 3   | Myslovitz           | brak             | 57 287        |
| 4   | Justyna Steczkowska | Daj mi chwilę    | 51 320        |
| 5   | Edyta Górniak       | E·K·G            | 45 364        |

Ogółem w tej kategorii oddano 389 768 głosów.

### Aktorka
Wręczał: Zbigniew Zamachowski
| Lp. | Imię i nazwisko   | Seriale                               | Telewizja       | Liczba głosów |
| --- | ----------------- | ------------------------------------- | --------------- | ------------- |
| 1   | Agnieszka Dygant  | Fala zbrodni Na dobre i na złe Niania | Polsat TVP2 TVN | 129 314       |
| 2   | Teresa Lipowska   | M jak miłość                          | TVP2            | 121 490       |
| 3   | Anna Guzik        | Hela w opałach Na Wspólnej            | TVN             | 91 279        |
| 4   | Urszula Grabowska | Tylko miłość                          | Polsat          | 37 147        |
| 5   | Ilona Ostrowska   | Ranczo                                | TVP1            | 32 275        |

Ogółem w tej kategorii oddano 413 455 głosów.

### Aktor
Wręczała: Gabriela Kownacka
| Lp. | Imię i nazwisko    | Seriale                                            | Telewizja    | Liczba głosów |
| --- | ------------------ | -------------------------------------------------- | ------------ | ------------- |
| 1   | Paweł Małaszyński  | Magda M. Tajemnica twierdzy szyfrów Twarzą w twarz | TVN TVP1 TVN | 123 560       |
| 2   | Cezary Żak         | Halo Hans! Ranczo Tajemnica twierdzy szyfrów       | Polsat TVP1  | 80 200        |
| 3   | Tomasz Kot         | Hela w opałach Magda M. Na dobre i na złe Niania   | TVN TVP2 TVN | 76 362        |
| 4   | Mikołaj Krawczyk   | Pierwsza miłość                                    | Polsat       | 52 525        |
| 5   | Robert Więckiewicz | Odwróceni                                          | TVN          | 47 834        |

Ogółem w tej kategorii oddano 382 501 głosów.

## Oglądalność
| Start | Koniec | Oglądalność (tys.) | Oglądalność (tys.) |
| Start | Koniec | Wszyscy 4+         | Wszyscy 16-49      |
| ----- | ------ | ------------------ | ------------------ |
| 20:00 | 22:28  | 6955,34            | 2927,52            |

Gala Telekamer Tele Tygodnia 2008 była drugim najpopularniejszym programem w dniach 04-10.02.2008 ustępując jedynie M jak miłość.
| Start   | Koniec  | Oglądalność | Udziały |
| ------- | ------- | ----------- | ------- |
| 20:00   | 21:56   | 7 330 595   | 46,08%  |
| 22:02   | 22:28   | 5 735 013   | 42,62%  |
| średnia | średnia | 7 035 749   | 45,53%  |

W czasie transmisji gali Telekamer TVP2 była pierwszą stacją pod względem oglądalności (TVN - 2,27 mln osób, Polsat - 2,08 mln, a TVP1 – 1,61 mln). Ceremonia wręczenia nagród miała mniejszą oglądalność od dwóch poprzednich lat.